# Micrurus bogerti
Espèce
Statut de conservation UICN

 DD  : Données insuffisantes
Micrurus bogerti est une espèce de serpents de la famille des Elapidae. 

## Répartition
Cette espèce est endémique d'Oaxaca au Mexique.

## Description
C'est un serpent venimeux.

## Étymologie
Cette espèce est nommée en l'honneur de Charles Mitchill Bogert.

## Publication originale
- Roze, 1967 : A check list of the New World venomous coral snakes (Elapidae), with descriptions of new forms. American Museum Novitates, no 2287, p. 1-60 (texte intégral).